# École militaire d'administration
Pour les articles homonymes, voir EMA.
En  France, l'école militaire d'administration (EMA) occupe sous le nom d’École d'administration de Vincennes, créée par la loi du 13 mars 1875, le pavillon du Roi du château de Vincennes en 1875. Elle prend ce nom en 1925.
Elle y forme les officiers d'administration du service de l'Intendance.
Cette école quitte Vincennes à l’occasion de la Seconde Guerre mondiale.
Jusqu’à la fin de la guerre, les élèves officiers sont formés en Algérie à l'école de Cherchell-Médiouna (1942-1945)
L'école militaire d'administration (EMA) s'installe dans le quartier Chombart de Lauwe de Montpellier au 4 de la rue du 81e régiment d'infanterie en 1947 où elle forme tous les officiers à vocation administrative de l'armée de terre.
Le 1er juillet 1986, l'école supérieure de l'intendance — implantée à Paris — et l'EMA fusionnent et donnent naissance sur le site de Montpellier aux Écoles du commissariat de l'armée de terre (ECAT).

## École militaire d’administration inter-africaine
L'école militaire d’administration malienne installée à Koulikoro au Mali  depuis 1988  est devenue en 1996 l'école militaire d’administration interafricaine.
Sa mission est de former des personnels militaires (officiers, sous-officiers) à vocation administrative.